# Wüste (Hückeswagen)
Wüste ist eine Hofschaft in Hückeswagen im Oberbergischen Kreis im Regierungsbezirk Köln in Nordrhein-Westfalen (Deutschland).

## Lage und Beschreibung
Wüste liegt im nördlichen Hückeswagen westlich der Bundesstraße 483. Nachbarorte sind Linde, Böckel, Frohnhausen, Buchholz und Bergerhof.
Ein Quellbach des Frohnhauser Baches entspringt bei der Hofschaft.

## Geschichte
1407 wurde der Ort das erste Mal urkundlich erwähnt: Ein Op der Woesten wird in einer Urkunde über den Verzicht des Stael v. Holstein auf das bergische Erbdrosten- und Erbhofmeisteramt genannt. Schreibweise der Erstnennung: op der Woesten. Die Karte Topographia Ducatus Montani aus dem Jahre 1715 zeigt den Hof als Wüsten. Im 18. Jahrhundert gehörte der Ort zum bergischen Amt Bornefeld-Hückeswagen.
1815/16 lebten 15 Einwohner im Ort. 1832 gehörte Wüste der Herdingsfelder Honschaft an, die ein Teil der Hückeswagener Außenbürgerschaft innerhalb der Bürgermeisterei Hückeswagen war. Der laut der Statistik und Topographie des Regierungsbezirks Düsseldorf als Weiler kategorisierte Ort besaß zu dieser Zeit drei Wohnhäuser und drei landwirtschaftliche Gebäude. Zu dieser Zeit lebten 17 Einwohner im Ort, allesamt evangelischen Glaubens.
Im Gemeindelexikon für die Provinz Rheinland werden 1885 vier Wohnhäuser mit 44 Einwohnern angegeben. Der Ort gehörte zu dieser Zeit zur Landgemeinde Neuhückeswagen innerhalb des Kreises Lennep. 1895 besitzt der Ort vier Wohnhäuser mit 41 Einwohnern, 1905 drei Wohnhäuser und 25 Einwohner.

## Wander- und Radwege
Folgende Wanderwege führen durch den Ort:
- Der Ortswanderweg ▲ vom Radevormwalder Zentrum nach Purd
- Der Hückeswagener Rundweg O
- Der Ortsrundwanderweg A2 und A3 (Frohnhauser Bachtal)

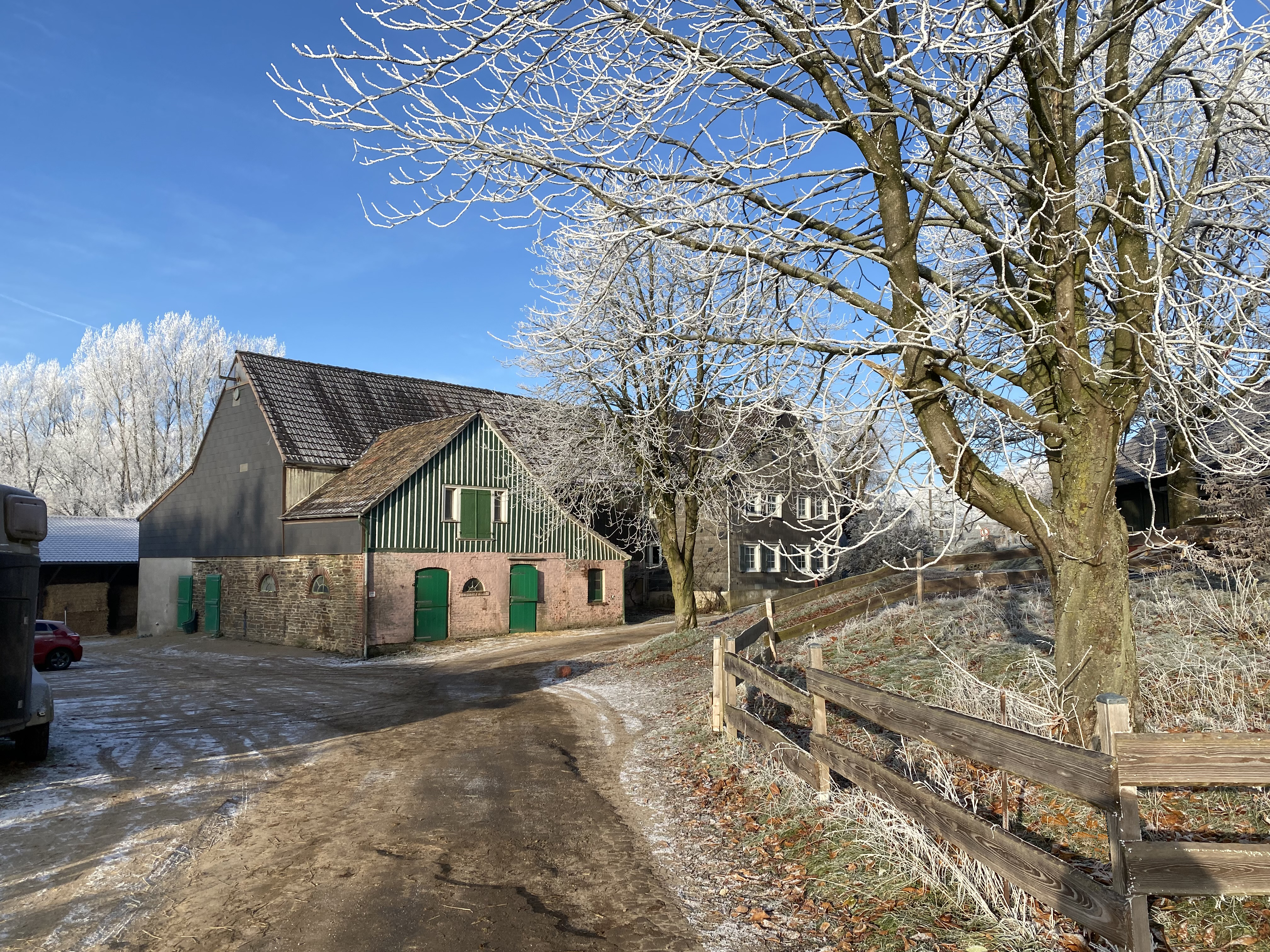
Wüste 1 – Wohn-/Wirtschaftsgebäude
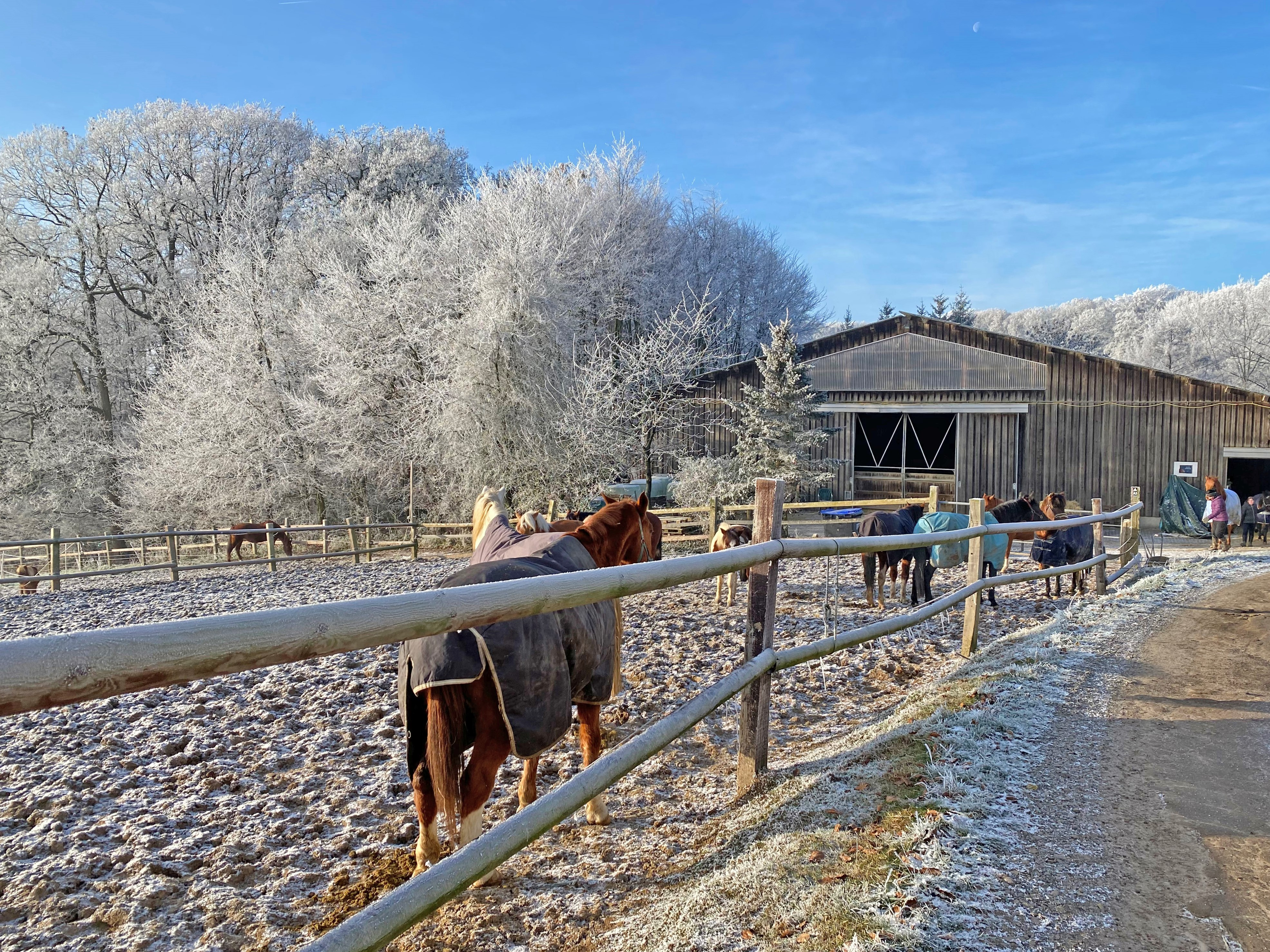
Reiterhof Wüste 1
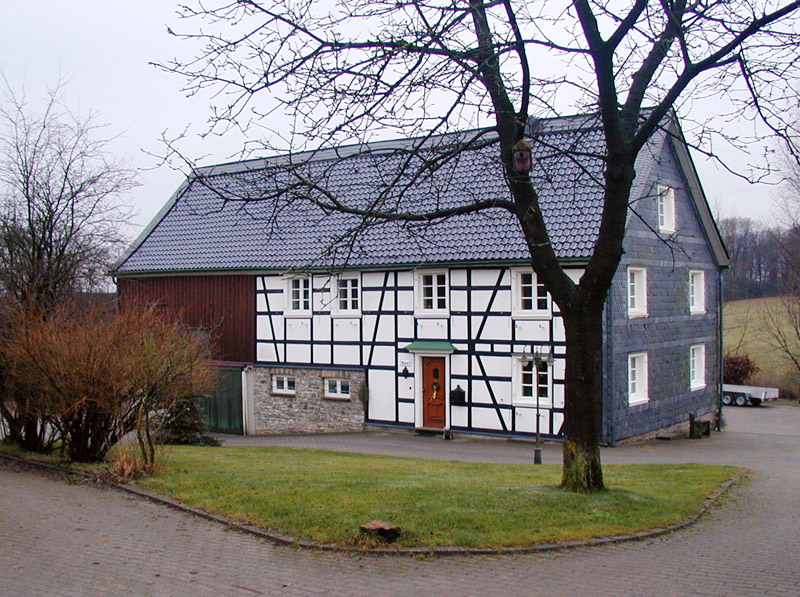
Wohnhaus in teilverschieferter Fachwerkbauweise in Wüste (2003)